# 谢尔盖伊哈市镇
谢尔盖伊哈市镇（俄语：Муниципальное образование Сергеихинское）是俄罗斯联邦弗拉基米尔州卡梅什科沃区所属的一个市镇。其下辖有25个居民点，行政中心为谢尔盖伊哈。据2016年统计，该市镇的人口为2555人。